# Gli universi di Moras
Gli universi di Moras è un romanzo di fantascienza scritto da Vittorio Catani e vincitore della prima edizione del Premio Urania nel 1989, pubblicato nella collana Urania nel 1990.

## Trama
Nel romanzo si immagina che esista la possibilità di visitare universi paralleli. È possibile farlo attraverso apparecchiature sostanzialmente governative, e per solo scopo di studio e ricerca.
Il protagonista, Antonio Moras, è uno dei viaggiatori. Ha al suo attivo migliaia di ore in universi paralleli d'ogni genere. Si immagina che questi siano in numero illimitato, sempre più divergenti per dettagli man mano che ci si allontana dal nostro universo.
A un certo punto il protagonista, Moras, non riesce più a reggere allo stress e alla visione di mondi alternativi nei quali egli vede replicata all'infinito, ossessivamente - come in specchi che si riflettano l'uno nell'altro - la "condizione umana", sia pure presentata in forme leggermente diverse o divergenti. La condizione, per Moras, non riguarda più soltanto i sei o sette miliardi del nostro mondo, ma migliaia e migliaia di miliardi di persone che vivono in un altrove. La consapevolezza di ciò lo porterà a contrarre un male incurabile e forse letale, il necro, che in effetti è una sorta di rigetto del nostro universo nei suoi confronti: in un certo senso, è una malattia (la prima di cui si senta parlare) esterna al paziente. La reazione di Moras al tutto, dopo varie peripezie e visite in altri universi, sarà viscerale e provocherà una catastrofe.
Nella narrazione, condotta in prima persona dal protagonista, è presente un suo alter ego elettronico (con il quale egli è costantemente online) in grado di aiutarlo o consigliarlo nei momenti di crisi, e alcuni intensi personaggi femminili dei quali Moras incontra repliche in altri universi.
Uno degli universi visitati descrive una Bari (città in cui vive l'autore) italo-turca. Lo sfondo tecnologico cerca di adeguarsi a una società che abbia raggiunto la capacità di visitare altre dimensioni.
Il romanzo (a parte le parentesi dei viaggi) è ambientato in Italia.

## Edizioni
- Vittorio Catani, Gli universi di Moras, Collana Urania n.1120, Mondadori, 1990,  p. 158.